# Kreis Heppenheim

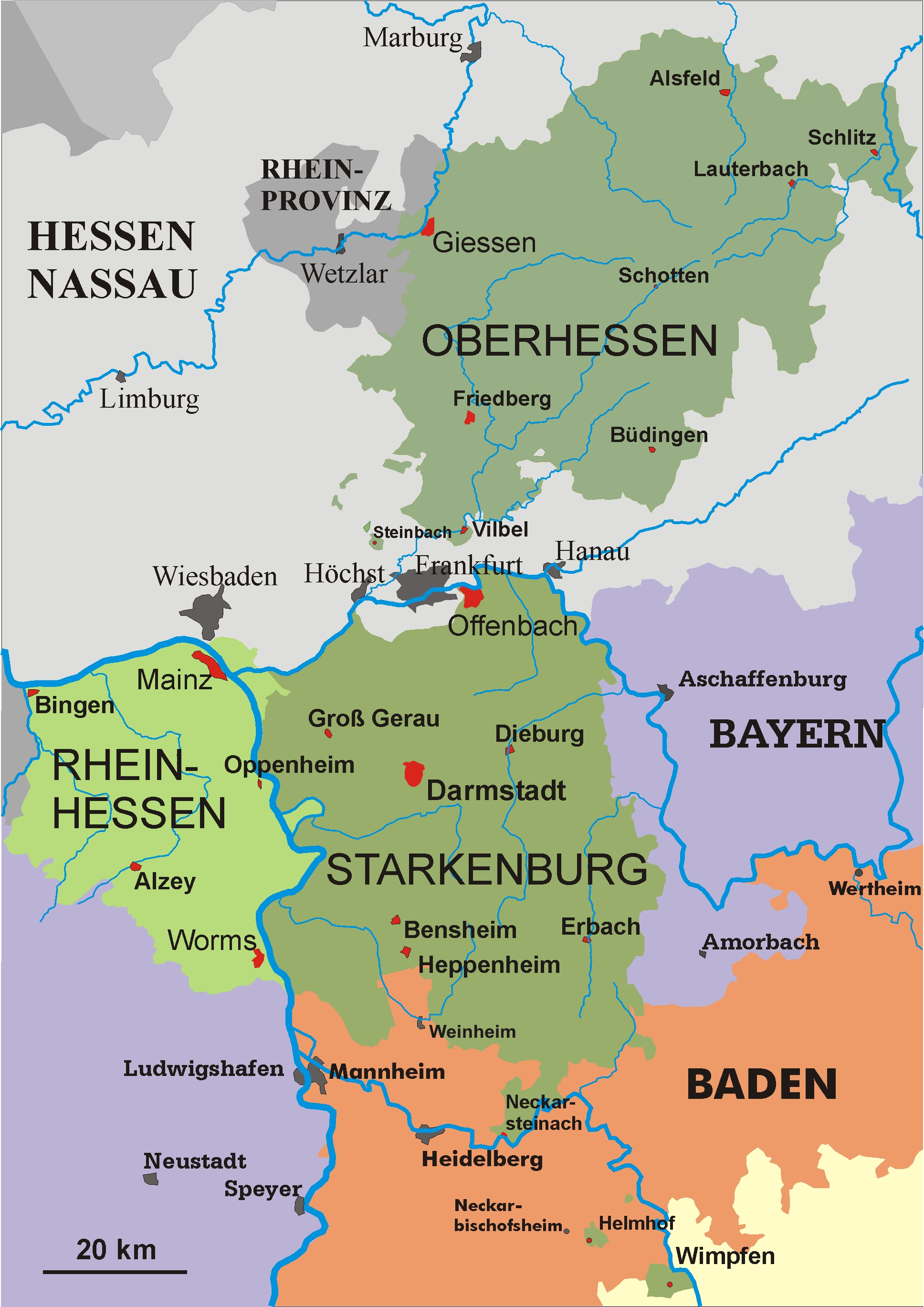
Hessen im Jahr 1930

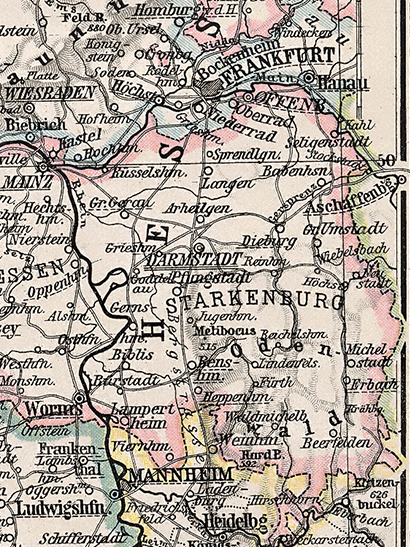
Karte der Provinz Starkenburg

Der Kreis Heppenheim war der Vorläufer des heutigen Landkreises Bergstraße als damaliger Landkreis im Großherzogtum Hessen und im Volksstaat Hessen in der Provinz Starkenburg. Er bestand vom 21. September 1832 bis zum 1. November 1938. Kreisstadt war Heppenheim.
Zum 1. November 1938 wurde der benachbarte Kreis Bensheim aufgelöst und überwiegend in den Kreis Heppenheim eingegliedert, der auch dessen Rechtsnachfolger wurde. Der Kreis wurde zum 1. Januar 1939 in „Landkreis Bergstraße“ umbenannt und besteht bis heute. Heppenheim blieb Kreisstadt.

## Geografische Einordnung
Zusammen mit den Kreisen Bensheim, Darmstadt, Dieburg, Erbach, Groß-Gerau und Offenbach, sowie zeitweise den Kreisen Lindenfels,  Neustadt und Wimpfen, bildete der Kreis Heppenheim die Provinz Starkenburg, die wiederum zusammen mit den Provinzen Oberhessen und Rheinhessen das Großherzogtum Hessen darstellten.

## Geschichte

### Vorgeschichte
Vorgänger des Kreises waren
- bis 1803 das Kurmainzer Oberamt Starkenburg mit Sitz in Heppenheim,
- anschließend das verkleinerte Amt Heppenheim in der Landgrafschaft Hessen-Darmstadt, ab 1806: Großherzogtum Hessen, das dort der Provinz Starkenburg zugeordnet war,
- nach der Verkündung der Verfassung des Großherzogtums Hessen am 22. Dezember 1820 folgte am 14. Juli 1821 eine umfassende Justiz- und Verwaltungsreform, vor allem die Trennung der Rechtsprechung von der Verwaltung. Für die Verwaltung wurden nun Landratsbezirke, für die Rechtsprechung Landgerichte eingerichtet. Im Bereich des heutigen Landkreises Bergstraße waren das die Landratsbezirke Bensheim, Heppenheim, Hirschhorn und Lindenfels.

### Territoriale Entwicklung
1832 kam es zu einer umfassenden Gebietsreform in den Provinzen Starkenburg und Oberhessen. Neben dem Kreis Bensheim entstand der Kreis Lindenfels aus den Landratsbezirken Hirschhorn und Lindenfels. Noch vor Inkrafttreten der Neuregelung wurde diese aber noch einmal revidiert: Die Stadt Heppenheim wurde aus dem Kreis Bensheim ausgegliedert, dem Kreis Lindenfels zugeordnet und dieser in „Kreis Heppenheim“ umbenannt – womit der Kreis Heppenheim entstanden war.
1839 wurden mit Wirkung zum 15. Januar 1840 die folgenden Orte des Schönberger- und Zeller-Tals vom Kreis Heppenheim getrennt und dem Kreis Bensheim zugeschlagen: Schönberg, Zell, Gronau, Elmshausen, Wilmshausen, Reichenbach, Hohenstein (heute ein Forsthaus in der Gemarkung Reichenbach), Lautern, Gadernheim, Oder- und Unter-Raidelbach mit den zugehörigen Höfen, Mühlen und einzelnen Häusern. Die gleiche Verordnung verfügte, dass die Orte Viernheim und Lampertheim mit Hüttenfeld und den dazugehörigen Höfen und einzelnen Häusern vom Kreis Bensheim zum Kreis Heppenheim kamen.
Am 31. Juli 1848 wurden die beiden Kreise Bensheim und Heppenheim dann zum Regierungsbezirk Heppenheim zusammengeschlossen. Diese Verwaltungsreform dauerte jedoch nur knapp vier Jahre, denn am 12. Mai 1852 wurde die Gliederung in Regierungsbezirke wieder aufgehoben. Dabei entstand ein neu abgegrenzter Kreis Heppenheim, bestehend aus dem Landgerichtsbezirk Lorsch.
Am 1. August 1865 wurden die Städte Hirschhorn und Neckarsteinach sowie die Gemeinden Darsberg, Grein, Langenthal und Neckarhausen
aus dem Landkreis Lindenfels in den Landkreis Heppenheim umgegliedert.
Im Zuge der 1874 im Großherzogtum Hessen nach preußischem Vorbild vorgenommenen Reform der Kreisverfassung kam es zu umfangreichen Gebietsänderungen:
- Die Gemeinden Bobstadt, Bürstadt, Groß-Hausen, Hofheim, Klein-Hausen, Lampertheim und Lorsch wechselten aus dem Kreis Heppenheim in den Kreis Bensheim.
- Aus dem aufgelösten Kreis Lindenfels wechselten die Gemeinden Affolterbach, Albersbach, Aschbach, Birkenau, Bonsweiher, Brombach, Dürr-Ellenbach, Ellenbach, Erlenbach, Eulsbach, Fahrenbach, Fürth, Gadern, Gorxheim, Gras-Ellenbach, Hammelbach, Hartenrod, Hornbach, Igelsbach, Kallstadt, Kocherbach, Kreidach, Kröckelbach, Krumbach, Lauten-Weschnitz, Linnenbach, Litzelbach, Löhrbach, Lörzenbach, Mackenheim, Mitlechtern, Mittershausen, Mörlenbach, Nieder-Liebersbach, Ober-Abtsteinach, Ober-Liebersbach, Ober-Mumbach, Ober-Scharbach, Ober-Schönmattenwag, Reisen, Rimbach, Rohrbach, Siedelsbrunn, Steinbach, Trösel, Unter-Abtsteinach, Unter-Flockenbach, Unter-Scharbach, Unter-Schönmattenwag, Vöckelsbach, Wahlen, Wald-Michelbach, Weiher, Weschnitz und Zotzenbach in den Kreis Heppenheim.
- Der Kreis Wimpfen, bestehend aus der Stadt Wimpfen und dem hessisch-badischen Kondominat Kürnbach wurde aufgelöst und in den Kreis Heppenheim eingegliedert.[10]

Der seit 1874 zum Kreis Heppenheim gehörende Anteil an der Gemeinde Kürnbach wurde am 1. Januar 1905
an das Bezirksamt Bretten im Großherzogtum Baden abgetreten. Im Gegenzug wechselte das badische gemeindefreie Gebiet Michelbuch in den Kreis Heppenheim.
Am 1. November 1938 wurde in Hessen eine einschneidende Gebietsreform durchgeführt. Der größte Teil des dabei aufgelösten Kreises Bensheim wurde in den Kreis Heppenheim eingegliedert, der auch zum Rechtsnachfolger des Kreises Bensheim wurde. Die neue Verwaltungseinheit wurde in Landkreis Bergstraße umbenannt. Als „Entschädigung“ für den verlorenen Kreissitz bekam Bensheim die Kreisleitung der NSDAP.
Nach Kriegsende entbrannte ein Streit zwischen den beiden traditionell rivalisierenden Städten Bensheim und Heppenheim um den Kreissitz. Erst 1956 wurde Heppenheim endgültig als Kreisstadt bestätigt.

### Leitende Beamte
Nachfolgend gelistete Beamte leiteten die Verwaltung des Kreises:
Kreisräte
- 1832–1843 Franz Adolf Steppes
- Lt. LAGISDigitalisat war Johann Küchler von 1835 bis 1841 Kreisrat
- 1843–1848 Wilhelm Rautenbusch

Zwischen 1848 und 1852 gab es im Großherzogtum Hessen keine Kreise, deren Aufgaben wurden von Regierungsbezirken wahrgenommen, siehe hier: Regierungsbezirk Heppenheim.
- 1852–1858 Christoph Hoffmann
- 1858–1863 Egid von Rüding
- 1863–1865 Wilhelm Christoph Adolf Schenck zu Schweinsberg
- 1865–1891 Friedrich Joseph Gräff
- 1891–1899 Ludwig von Senarclens-Grancy
- 1899–1904 Karl Göttelmann
- 1904–1917 (1919) Friedrich von Hahn

Kreisdirektoren
- (1904) 1917–1919 Friedrich von Hahn
- 1919–1920 Johannes Hechler
- 1920–1921 Paul Wörner
- 1921–1933 Hermann Siegfried Pfeiffer
- 1933 Hermann Stammler
- 1933–1938 Walter Nanz

### Einwohnerzahlen
Die Entwicklung der Einwohnerzahlen im Kreis Heppenheim:
| Datum | Einwohnerzahl |
| ----- | ------------- |
| 1852  | 24.027        |
| 1900  | 47.083        |
| 1910  | 51.909        |
| 1925  | 55.087        |
| 1933  | 59.000        |

## Gemeinden
Zum Kreis Heppenheim gehörten die folgenden Gemeinden:
| - Affolterbach - Albersbach - Aschbach - Birkenau - Bonsweiher - Brombach - Darsberg - Dürr-Ellenbach - Ellenbach - Erbach - Erlenbach - Eulsbach - Fahrenbach - Fürth - Gadern - Gorxheim - Gras-Ellenbach - Grein | - Hambach - Hammelbach - Hartenrod - Heppenheim, Stadt - Hirschhorn, Stadt - Hornbach - Igelsbach - Kallstadt - Kirschhausen - Kocherbach - Kreidach - Kröckelbach - Krumbach - Kürnbach (bis 1905) - Langenthal - Lauten-Weschnitz - Linnenbach - Litzelbach | - Löhrbach - Lörzenbach - Mackenheim - Mitlechtern - Mittershausen - Mörlenbach - Neckarhausen - Neckarsteinach, Stadt - Nieder-Liebersbach - Ober-Abtsteinach - Ober-Laudenbach - Ober-Liebersbach - Ober-Mumbach - Ober-Scharbach - Ober-Schönmattenwag - Reisen - Rimbach - Rohrbach | - Siedelsbrunn - Sonderbach - Steinbach - Trösel - Unter-Abtsteinach - Unter-Flockenbach - Unter-Scharbach - Unter-Schönmattenwag - Viernheim - Vöckelsbach - Wahlen - Wald-Erlenbach - Wald-Michelbach - Weiher - Weschnitz - Wimpfen, Stadt - Zotzenbach |

Seit 1905 gehörte außerdem das gemeindefreie Gebiet Michelbuch zum Kreis Heppenheim.